# La Ilustración Poética Española e Iberoamericana
La Ilustración Poética Española e Iberoamericana es una revista literaria publicada en Madrid, España, entre los años 1974 y 1976. La revista estuvo dirigida por el poeta y traductor Antonio Martínez Sarrión, «con quien concuerdan» José Esteban y Jesús Munárriz como  codirectores.  

## Descripción
Esta revista especializada en poesía contó con ilustradores contemporáneos como Chillida, Antonio Suara, Máximo Robisco, Margarita Suárez-Carreño o  Pablo Palazuelo para la realización de las cubiertas artísticas de cada ejemplar. 
Era editada en Madrid, en los Talleres Gráficos Montaña. Su precio oscilaba entre las 25 y las 40 pesetas. Al final de cada ejemplar siempre se incluía un pequeño sumario que recogía el nombre de los autores que habían colaborado en dicho número, así como los títulos de sus poemas. El primer número vio la luz en enero de 1974 y el último en noviembre de 1976. 
La revista llegó a abarcar doce números, siendo los dos y tres; cinco y seis; y diez y once publicados conjuntamente en un solo ejemplar. De cada número eran publicados un total de 500 ejemplares numerados. 
La Ilustración Poética Española e Iberoamericana presenta colaboraciones de poetas contemporáneos españoles e iberoamericanos, pero también homenajea a escritores consagrados como Günter Kunert, Friedrich Hölderlin, Malcolm Lowry  o  John Keats, es decir, incluye colaboraciones y homenajes a poetas europeos. El mismo director de la revista, Antonio Martínez Sarrión, publicó algún poema durante la edición de la misma. 
Esta revista supone un valioso patrimonio artístico para la literatura en lengua española de los años setenta. 

### Colaboradores destacados
- Gabriel Celaya
- Gabino-Alejandro Carriedo
- Agustín García Calvo
- Ana María Moix
- Carlos Barral
- Juan Benet
- José Miguel Ullán